# 역마 (소설)
〈역마〉(驛馬)는 1948년 1월 《백민》 에 발표한 김동리의 단편 소설이다. 경상도 하동의 화개장터를 배경으로, 인간이 거스를 수 없는 운명에 순응함으로써 생명력을 회복하게 되는 것을 다루었다. 소설 제목인 '역마'는 '유랑할 수밖에 없는 운명'을 의미하는 역마살을 뜻한다.
작품의 주인공 성기는 역마살을 타고나 유랑할 수밖에 없는 운명을 지녔으며, 성기의 어머니 옥화는 성기를 쌍계사에 보내어 역마살을 다스리는 전통 비법인 승적에 이름 올리기 등 온갖 노력을 기울인다. 하지만 성기와 옥화는 살을 풀기 위해 마련된 문화적 장치도 제어하지 못한 초월적인 힘의 존재를 인식하게 되고, 성기는 거기에 순종하며 정주를 거부하고 떠돎의 삶을 선택해 방랑의 여로를 떠남으로써 이야기가 마무리된다. 화개장터와 쌍계사라는 향토색 짙은 현실 공간 위에 역마살이라는 인과관계에 얽혀드는 인물들을 구성하며, 동양적인 소재와 애절하고 체념어린 숙명이라는 주제가 담겨진 작품이다.

## 줄거리
역마살을 타고 난 주인공 성기는 결혼에는 관심이 없고 어디론가 떠돌아다니고 싶어한다. 어머니 옥화는 성기의 역마살을 없애기 위해 열 살 때부터 절에 보내어 중 노릇을 시키거나 색시들을 두고 접근하게 하기도 하지만 성기는 별다른 관심을 갖지 않는다. 사실 옥화가 아들의 역마살을 없애려는 것은 옥화 역시 아버지가 역마살이 낀 인물이고, 자신 역시 한 떠돌이 중과 관계해서 성기를 낳은 것이기 때문이다.
어느 날 체를 사고파는 체장수 영감이 딸 계연을 데리고 나타난다. 성기가 그녀를 좋아하는 눈치를 보이자 옥화는 성기와 계연을 짝지워 주고자 한다. 그러나 옥화는 계연의 왼쪽 귓바퀴 위에서 자기와 똑같은 사마귀를 발견하고 자신의 동생이 아닐까 의심하던 중, 장삿길에서 돌아와 들려주는 체장수 영감의 36년 전 이야기와 자기 어머니의 36년 전 이야기가 일치하는 것에 놀란다. 즉 체장수 영감과 옥화의 어머니 사이에서 옥화와 계연이 태어났던 것이다. 옥화는 명도를 통해 계연이 자기의 동생임을 확인하고, 계연을 떠나 보낸다. 이 일로 인해 성기는 상사병을 얻고 자리에 눕고 만다.
그러던 어느 날, 옥화는 마침내 성기에게 계연이 자기의 동생임을 알려 준다. 옥화의 이야기를 들은 성기는 기력을 되찾아 운명에 순응하며 엿이며, 이야기책이며 실린 엿판 하나를 구해 콧노래를 흥얼거리며 어느 선선한 여름날 아침에 정처 없이 길을 떠난다.

## 등장 인물
- 성기: 역마살을 타고난 운명적 인물. 계연과의 사랑의 좌절로 역마살을 극복하지 못하고 팔자에 따라 고향을 떠남.
- 옥화: 성기의 모. 주막을 운영하고 아들의 역마살 제거에 힘쓰나 실패하고 운명을 받아들임. 떠돌이 중과의 사이에서 성기를 낳음.
- 계연: 옥화의 이복 동생이자 성기의 이복 이모. 성기를 사랑하나 자신과 옥화가 자매란 사실을 알게 되자 사랑을 이루지 못하고 아버지를 따라 떠남.
- 체장수: 계연의 부. 역마살이 낀 인물로 36년 전 옥화의 어머니와 관계한 일이 있음.

## 원작으로 한 작품
- 《역마》, 영화, 김강윤 감독, 1967년 7월 20일 개봉
- 《역마》, 단막극 드라마, 문예극장, 1979년 6월 22일 방영
- 《역마》, 단막극 드라마, TV 문학관, 1981년 8월 29일 방영
- 《역마》, 단막극 드라마, HD TV 문학관, 2005년 5월 22일 방영